# Javier López Fernández
Javier (Javi) López Fernández (ur. 11 listopada 1985 w Madrycie) – hiszpański i kataloński polityk, działacz partyjny i młodzieżowy, deputowany do Parlamentu Europejskiego VIII, IX i X kadencji, wiceprzewodniczący PE X kadencji.

## Życiorys
Absolwent Uniwersytetu Pompeu Fabry oraz Uniwersytetu Autonomicznego w Barcelonie. Pracował na pierwszej z tych uczelni. Zaangażował się w działalność organizacji młodzieżowej działającej przy Partii Socjalistów Katalonii (ugrupowaniu stowarzyszonym z hiszpańską PSOE). Został radnym i rzecznikiem frakcji PSC w radzie barcelońskiej dzielnicy Les Corts, a także członkiem zarządu UPEC – letniego uniwersytetu postępowego Katalonii.
W 2014 z ramienia socjalistów został wybrany na eurodeputowanego VIII kadencji. Z powodzeniem ubiegał się o reelekcję w 2019 i 2024. W lipcu 2024 został wybrany na wiceprzewodniczącego Parlamentu Europejskiego X kadencji.